# Ліга Супер
Ліга Супер Малайзії (малай. Liga Super Malaysia) — найвища футбольна ліга Малайзії, що була заснована в 2004 році. Проводиться під егідою Футбольної асоціації Малайзії.

## Історія
Ліга Супер Малайзії була заснована 2004 року замість Ліги Пердана 1. Першим чемпіоном став клуб «Паханг». 2013 року вперше переможцем Ліги Супер став представник іншої країни — сінгапурський «Лайонз XII», хоча ще до цього у 2007 року призером чемпіонату став брунейський ДПММ, що посів третє місце.

## Переможці
Для перегляду списку усіх чемпіонів Малайзії див. статтю Список чемпіонів Малайзії з футболу.
| Рік  | Чемпіон            | 2-е місце        | 3-е місце          |
| ---- | ------------------ | ---------------- | ------------------ |
| 2004 | Паханг             | Паблік Банк      | Перліс             |
| 2005 | Перліс             | Паханг           | Перак              |
| 2006 | Негрі-Сембілан     | Телеком Малайзія | Перак              |
| 2007 | Кедах              | Перак            | ДПММ               |
| 2008 | Кедах              | Негрі-Сембілан   | Джохор Дарул Тазім |
| 2009 | Селангор           | Перліс           | Кедах              |
| 2010 | Селангор           | Келантан         | Тренгану           |
| 2011 | Келантан           | Тренгану         | Селангор           |
| 2012 | Келантан           | Лайонз ХІІ       | Селангор           |
| 2013 | Лайонз ХІІ         | Селангор         | Джохор Дарул Тазім |
| 2014 | Джохор Дарул Тазім | Селангор         | Паханг             |
| 2015 | Джохор Дарул Тазім | Селангор         | Паханг             |
| 2016 | Джохор Дарул Тазім | Фелда Юнайтед    | Кедах              |
| 2017 | Джохор Дарул Тазім | Паханг           | Фелда Юнайтед      |
| 2018 | Джохор Дарул Тазім | Перак            | Селангор II        |
| 2019 | Джохор Дарул Тазім | Паханг           | Селангор           |
| 2020 | Джохор Дарул Тазім | Кедах            | Тренгану           |
| 2021 | Джохор Дарул Тазім | Кедах            | Паханг             |
| 2022 | Джохор Дарул Тазім | Тренгану         | Сабах              |
| 2023 | Джохор Дарул Тазім | Селангор         | Сабах              |

## Медіа
Radio Televisyen Malaysia (RTM), безкоштовний ефірний канал, який транслював чемпіонат Малайзії протягом багатьох років ще до утворення Ліги Супер. Вони продовжували транслювати Лігу включно до кінця 2010 року, коли Astro Media було оголошено спонсорами та отримали право трансляції Ліги протягом чотирьох років, з 2011 до 2014 року. Протягом цього часу Ліга транслювалася на одному з кабельних каналів Astro Media, а саме Astro Arena поряд з RTM в прямому ефірі. 
У 2015 році Astro втратив право трансляції, яке було надано Media Prima, головною компанією кількох безкоштовних каналів, поряд із трансляцією на RTM. Право мовлення на сезон 2016 року було передано Media Prima на три роки, при цьому максимум три гри в кожному ігровому турі покажуть в прямому ефірі на телебаченні.
| Сезон   | Телемовці                         |
| ------- | --------------------------------- |
| 2004    | RTM                               |
| 2005    | RTM, NTV7                         |
| 2006–10 | RTM                               |
| 2011–14 | Astro Arena, RTM                  |
| 2015    | Media Prima (TV3, NTV7, TV9), RTM |
| 2016–18 | Media Prima                       |

## Спонсори
| Сезон   | Спонсор     | Назва ліги                |
| ------- | ----------- | ------------------------- |
| 2004    | Dunhill     | Dunhill Liga Super        |
| 2005–10 | TM          | TM Liga Super             |
| 2011    |             | Liga Super                |
| 2012–14 | Astro Media | Astro Liga Super Malaysia |
| 2015–17 | –           | Liga Super Malaysia       |